# Marija Šlander
Marija Šlander (s partizanskim imenom Mica), slovenska družbenopolitična delavka in partizanka, * 23. avgust 1911 Prebold, † 1. maj 1973, Ljubljana.

## Življenjepis
Šlandrova se je po končani osnovni šoli s krajšimi presledki zaposlila v raznih dejavnostih. Sodelovala je v delavsko kulturnem društvu Vzajemnost in v naprednem delavskokmečkem gibanju. Leta 1938 je bila sprejeta v KPS ter postala članica KPS Prebold in okrožnega komiteja Celje. Leta 1940 je bila zaradi revolucionarnega delovanja aretirana 1940 in obsojena na 8 mesecev zapora v Celju.
Marca 1941 je postala ilegalka-kurirka CK KPS in sodelavka centralne partijske tehnike v Ljubljani. Dececembra 1941 je bila ponovno aretirana s skupino najvišjih partijskih funkcionarjev, a je po 3 mesecih pobegnila, odšla maja 1942 v partizane, delovala kot bataljonski politkomisar, pomočnik komisarja v Tomšičevi brigadi. Bila je članica brigadnega biroja, OK KPS za Belo krajino, oblastnega komiteja KPS za Štajersko in njegova organizacijska sekretarka ter se udeležila II. zasedanja AVNOJ v Jajcu. Pozimi 1944/45 je bila hudo ranjena.
Po letu 1945 je delala v sindikalnem gibanju v Beogradu v kadrovskem odboru in kontrolni komisiji CK KPS. Je nosilka Partizanske spomenice 1941, odlikovanj za hrabrost, zasluge za narod, bratstvo in enotnost.

## Odlikovanja
- red zaslug za ljudstvo I. stopnje
- red bratstva in enotnosti I. stopnje
- red zaslug za ljudstvo II. stopnje
- red za hrabrost
- partizanska spomenica 1941